# Cathedral City
Cathedral City (officiellt City of Cathedral City), även kallad Cat City, är en stad i Riverside County i den amerikanska delstaten Kalifornien med en yta av 50,4 km² och en folkmängd som uppgår till 42 647 invånare (2000). Orten har fått sitt namn efter Cathedral Canyon.